# Anacropora matthai
Anacropora matthai là một loài san hô trong họ Acroporidae. Loài này được Pillai mô tả khoa học năm 1973.